# 가좌고등학교 (인천)
가좌고등학교(佳佐高等學校)는 대한민국 인천광역시 서구 가좌동에 위치한 공립 고등학교이다.

## 학교 연혁
- 2002년 5월 17일 : 가좌고등학교 건축공사 착공
- 2004년 3월 2일 : 초대 배영묵 교장 취임
- 2007년 2월 14일 : 제1회 졸업식(졸업생 369명)
- 2009년 3월 1일 : 교육부선정 사교육절감형 창의경영운영(2009~2013)
- 2022년 3월 2일 : 제7대 안석구 교장 취임
- 2023년 3월 2일 : 고교학점제 환경 조성 사업 준공
- 2023년 12월 28일 : 제18회 졸업식 (졸업생 272명)
- 2024년 3월 4일 : 제21회 입학식 (10학급 283명)
- 2024년 3월 4일 : 자율학교(읽·걷·쓰 기반 미래형 교육과정) 운영

## 참고 자료
- 가좌고등학교 - 한국교육학술정보원 학교알리미